# عباس پژمان
عباس پژمان، (زادهٔ ۱۳۳۷ در خرمدشت قزوین) پزشک، مترجم و نویسنده ایرانی است. او از زبان‌های انگلیسی و فرانسه ترجمه می‌کند و به زبان اسپانیایی هم آشناست. او ترجمهٔ آثار ادبی را در اویل دههٔ ۱۳۷۰ و ضمن اشتغال به طبابت شروع کرد و اولین اثرش در سال ۱۳۷۳ به چاپ رسید. اما بعد از ترجمهٔ اثر اول خود به علت گرفتاری‌های شغلی و جو فرهنگی خاصی که در اوایل دههٔ هفتاد حاکم بود مدت شش سال از ترجمه دست کشید، تا اینکه مجدداً، در سال ۱۳۷۸، ترجمهٔ آثار خارجی را از سر گرفت. پژمان علاوه بر مقالات و سخنرانی های مختلفش، یک سالی هم در سرای عالی ترجمه اصول ترجمه را به دانشجویان تدریس کرده‌است. او همچنین داور یک دوره از جایزهٔ گلشیری در بخش رمان، چند دوره جایزهٔ کتاب سال و کتاب فصل و پروین اعتصامی در بخش ترجمه بوده‌است. ترجمهٔ پژمان از کتاب من و پلاترو، اثر خوان رامون خیمنس، در دپارتمانهای زبان و ادبیات اسپانیایی در دانشگاه علامهٔ طباطبایی و بعضی از واحدهای دانشگاه آزاد تهران تدریس می‌شود.
عباس پژمان تسلط کامل مترجم به زبان مقصد و متن اصلی اثر و سبک نویسنده را اساس ترجمه می‌داند و معتقد است که تا مترجم متن اصلی اثر را به‌طور کامل درک نکند در واقع ترجمهٔ واقعی صورت نخواهد گرفت و مترجم حتی در بهترین حالت فقط تصورات خودش را به نام ترجمه به زبان مقصد خواهد نوشت. 

## زندگی
عباس پژمان در سال ۱۳۳۷ در خرمدشت قزوین به دنیال آمد. تا اتمام دوره دبیرستان به سال 1356 در همانجا بود. پژمان در آن سال با قبولی در کنکور تجربی وارد دانشکده پزشکی دانشگاه تهران شد. پس از 9 سال و کسب تخصص های لازم از دانشکده پزشکی فارغ التحصیل شد. او که در دوره دانشجویی از مترجمین رسمی ماهنامه پزشکی بود، از اواخر دهه شصت به حوزه ادبیات داستانی گرایش پیدا کرد و کار خود را با ترجمه آثاری از زبان های انگلیسی و فرانسه آغاز کرد.

## نظرات
او در مصاحبه‌ای با روزنامهٔ جام جم می‌گوید:
«... دانستن زبان در ترجمه، معنی خاصی دارد. دانستن زبان برای ترجمهٔ ادبی به این معنی است که آن متنی را که می‌خواهی ترجمه کنی، خوب بفهمی. این موضوع متأسفانه در کشور ما خیلی کمرنگ جلوه داده می‌شود و غالباً تسلط به زبان مقصد را مهم‌تر می‌دانند درحالی که اصلاً این‌طور نیست. فهمیدن متن ادبی خودش یک نوع هنر است که امروزه یک تئوری مهم هم پشت سر آن هست… فقط چیزی که هست اگر مترجم به زبان مقصد مسلط باشد بسیاری از مواردی را که معنای آن‌ها را در متن اصلی متوجه نشده‌است به شکلی می‌نویسد که خیلی مشخص نباشد؛ هر چند بالاخره ردپاهایی هم از خودش باقی می‌گذارد و از روی همان متن فارسی هم می‌شود فهمید که مترجم نتوانسته‌است برخی مفاهیم را بفهمد. هرچقدر هم که مترجم روی متن فارسی کارکند، و بخواهد به آن مواردی که آن‌ها را نفهمیده صورت‌های منطقی بدهد، معمولاً بازهم رد پاهایی ازخودش برجای می‌گذارد.»
عباس پژمان در ترجمهٔ خود از شازده کوچولو، اثر مشهور آنتوان دو سنت اگزوپری، که چاپ اول آن در تابستان ۱۳۸۷ منتشرشد، این نکته را به‌طور مبسوط و مستدل طی توضیحات چهل صفحه‌ای خود در مؤخرهٔ کتاب شرح می‌دهد.

## آثار چاپ شده
رمان‌ها
- تالار فرهاد، نشر اسم، ۱۳۹۵.
- جوانی، نشر نگاه، ۱۳۹۲.
- من و بوف کور، نشر نگاه، ۱۳۹۱.

ترجمه‌ها
- در جستجوی زمان از دست رفته، (مارسل پروست)، بازنویسی برای تئاتر از هارولد پینتر و دای ترویس، نشر هرمس ۱۳۹۹.
- والس خداحافظی، میلان کوندرا، نشر روشنگران و مطالعات زنان، ۱۳۹۸.
- نادیا، آندره برتون، نشر هرمس، ۱۳۹۶.
- کودکی، ژاک پرهور، نشر اسم، ۱۳۹۶.
- من و پلاترو، خوآن رامون خیمنس، تهران: انتشارات نگاه، ۱۳۹۲.
- همهٔ نام‌ها، ژوزه ساراماگو، تهران: نشر هاشمی، ۱۳۹۱.
- شازده کوچولو، آنتوان دو سنت اگزوپری، نشر کیمیا، ۱۳۸۶.
- سال مرگ ریکاردوریش، ژوزه ساراماگو، تهران: تشر هاشمی، ۱۳۷۹.
- تاریخ محاصرهٔ لیسبون، ژوزه ساراماگو، تهران: نشر مرکز، ۱۳۸۰.
- ماری / ولادیمیر ناباکف
- باخت پنهان / گراهام گرین
- بوی خوش عشق / گی یرمو آریاگا
- بهار رم / امانوئل روبلس
- موز وحشی / ژوزه مارو د واسکونسلوس
- تولدی دیگر / ماری داریوسک
- آلبوم خاطرات / هانس هرلین
- کاناپهٔ قرمز/ میشل لبر